# Jashinea pertusa
Jashinea pertusa är en tvåvingeart som först beskrevs av Friedrich Hermann Loew 1858.  Jashinea pertusa ingår i släktet Jashinea och familjen bromsar. Inga underarter finns listade i Catalogue of Life.